# William Saroyan Prize for Writing
William Saroyan International Prize for Writing – to przyznawana co dwa lata nagroda literacka za fikcję i literaturę faktu, napisaną w duchu Williama Saroyana, przyznawana początkującym pisarzom. Została stworzona przez Stanford University Libraries oraz William Saroyan Foundation, aby zachęcać nowych lub wschodzących pisarzy, zamiast uznawać ugruntowane postacie literackie. Nagroda wynosi 12 500 $.
Pierwsze rozdanie nagrody nastąpiło w 2003 roku za nowo opublikowane dzieła literackie, w tym powieści, opowiadania, dramaty lub wspomnienia. Począwszy od drugiego rozdania nagród w 2005 r. zaczęto przyznawać odrębne nagrody za fikcję i literaturę faktu. Z wyjątkiem trzyletniej przerwy między drugim a trzecim rozdaniem nagród, jest przyznana co dwa lata od jej ustanowienia.

## Zwycięzcy i finaliści
Zwycięzcy pogrubioną czcionką
- 2003:
  - Jonathan Safran Foer: Wszystko jest iluminacją (Everything Is Illuminated)
  - Hari Kunzru: Impresjonista
  - Adam Rapp: Nocturne

- 2005 Fikcja:
  - George Hagen(inne języki): The Laments
  - Aris Janigian: Bloodvine
  - Edward Docx: The Calligrapher
  - Julie Orringer: How to Breathe Underwater
- 2005 Non-fiction:
  - Mark Arax i Rick Wartzman: The King of California
  - Tom Bissell(inne języki): Chasing the Seam
  - David Laskin(inne języki): The Children's Blizzard

- 2008 Fikcja:
  - Nicole Krauss: Historia miłości(inne języki) (The History of Love)
  - Pamela Erens(inne języki): The Understory
  - Richard Lange: Dead Boys
- 2008 Non-fiction:
  - Kiyo Sato: Dandelion Through the Crack
  - Adam David Miller(inne języki): Ticket to Exile: A Memoir
  - John Moir: Return of the Condor

- 2010 Fikcja:
  - Rivka Galchen(inne języki): Atmospheric Disturbances
  - Elizabeth Kelly: apologize, apologize!
  - Peter Neofotis: Concord, Virginia
- 2010 Non-fiction:
  - Linda Himelstein: The King of Vodka
  - Brian Brett: Trauma Farm
  - Maryalice Huggins: Aesop's Mirror

- 2012 Fikcja[2]
  - Daniel Orozco(inne języki): Orientation and Other Stories
  - Ben Lerner(inne języki): Leaving the Atocha Station
  - Miroslav Penkov(inne języki): East of the West: A Country in Stories
- 2012 Non-fiction[2]
  - Elisabeth Tova Bailey(inne języki): The Sound of a Wild Snail Eating
  - Arion Golmakani(inne języki): Solacers
  - John Jeremiah Sullivan(inne języki): Pulphead

- 2014 Fikcja[3]
  - Kiese Laymon(inne języki): Long Division
  - Eric Lundgren: The Facades
  - Alexander Maksik(inne języki): A Marker to Measure Drift
- 2014 Non-fiction[3]
  - Margalit Fox(inne języki): The Riddle of the Labyrinth
  - Daniel James Brown(inne języki): The Boys in the Boat

- 2016 Fikcja[4]
  - T. Geronimo Johnson(inne języki): Welcome to Braggsville
  - Amina Gautier(inne języki): Now We Will Be Happy
  - John Keene(inne języki): Counternarratives
- 2016 Non-fiction[4]
  - Lori Jakiela(inne języki): Belief is its Own Kind of Truth, Maybe
  - Elena Gorokhova(inne języki): Russian Tattoo
  - Susan Southard(inne języki): Nagasaki: Life After Nuclear War

- 2018 Fikcja[5]
  - Hernan Diaz(inne języki): In the Distance[6]
  - Scott Shibuya Brown: The Traders[7]
  - Shanthi Sekaran(inne języki): Lucky Boy[8]
- 2018 Non-fiction[5]
  - Robert Moor: On Trails: an Exploration[9]
  - Angela Palm(inne języki): Riverine: a Memoir from Anywhere but Here[10]
  - Edward Wilson-Lee(inne języki): Shakespeare in Swahililand: Adventures with the Ever-living Poet[11]

- 2020 Fikcja
  - Nana Kwame Adjei-Brenyah(inne języki): Friday Black
  - Ayesha Harruna Attah(inne języki): The Hundred Wells of Salaga
  - Helen DeWitt(inne języki): Some Trick: Thirteen Stories
- 2020 Non-fiction
  - Jennifer Croft: Odeszło, zostało (Homesick: a Memoir)
  - Alexander Chee(inne języki): How to Write an Autobiographical Novel: Essays
  - Carmen Maria Machado:  In the Dream House: a Memoir